# Jeová Costa Lima
Jeová Costa Lima (Itaiçaba, Ceará, 25 de maio de 1924 - Fortaleza, Ceará, 12 de março de 2018) foi um político brasileiro.

## Biografia
Nasceu em Itaiçaba, em 25 de maio de 1924, na época povoado de Passagem das Pedras, pertencente ao município de Aracati. Veio ao mundo durante a maior cheia da história o que fez com que o Dr. Eduardo Dias, médico baiano, tivesse que vir de canoa de Aracati, entrando pela janela do segundo do andar do sobrado da loja de seu pai para fazer o parto. Posteriormente, o médico baiano tornou-se o seu padrinho de batismo.
Jeová é filho de João Barbosa Lima e Odila Costa Lima, ele comerciante, ela zelosa dona de casa, que além dele, teve outros filhos: Jesus (ex-ministro do Superior Tribunal de Justiça), Wilson (ex-prefeito de Itaiçaba), Edilson, Mairton, Sinclair e Aleuda. Casou-se em 17 de janeiro de 1948 com Maria Leuzanira Santiago de Deus, que passou a se chamar Maria Leuzanira de Deus Costa Lima, ela, filha do coronel João de Deus. Em novembro de 1948, nascia o primeiro filho, João de Deus Costa Lima, e em 1951, sua filha Maria Jeovanira Costa Lima. Em janeiro de 1956, nasceria o terceiro filho, batizado com o nome do pai – Jeová Costa Lima Filho.
Estudou nos colégios Marista (Aracati), Ateneu São Bernardo (Russas) e Cearense (Fortaleza). Também estudou Contabilidade na Escola Técnica de Comércio Padre Champagnat, em Fortaleza.
Foi deputado estadual por seis mandatos nas legislaturas de 1951, 1955, 1959,1963, 1967 e 1971 e candidato a suplente de senador em 1974, mantendo-se fiel à UDN (União Democrática Nacional) até sua extinção, quando se filiou à Arena (Aliança Renovadora Nacional). Tinha votação expressiva em Russas, Itaiçaba, Palhano e Quixeré.
Em 1956, foi autor do projeto de lei nº 3.338, de 15 de setembro, que realizou o sonho de sua terra ao criar o Município de Itaiçaba, cujo primeiro prefeito eleito foi seu pai, João Barbosa Lima, filiado ao PTB, Partido Trabalhista Brasileiro, existente até os dias atuais. Foi também por meio de projetos de Lei nº 3.573, de 11 de abril de 1957 e o de nº 4.076, de 8 de maio de 1958, que criou, respectivamente, os municípios de Quixeré e Palhano. Foi um dos principais mentores da instalação da Agência do Banco do Brasil em Russas e dos projetos de eletrificação dos municípios de Aracati, Itaiçaba, Jaguaruana, Russas, Quixeré e Limoeiro do Norte. Criou a Associação Rural de Russas, associada à Federação das Associações Rurais do Ceará.
Em 1958, através de projeto de lei de sua autoria, transformou o Ginásio Jaguaribano da Paróquia de Nossa Senhora do Rosário, em Russas, no Colégio Estadual Governador Flávio Marcílio, o primeiro colégio estadual no interior do Estado. Conseguiu a construção da ponte sobre o Riacho Araibu, na sede, no Governo de Virgílio Távora e de seu sogro, o coronel João de Deus, que era o prefeito de Russas.
Conseguiu proporcionar aos russanos a felicidade e alegria de ser a primeira cidade do Vale do Jaguaribe a receber imagens de televisão, fruto de seu trabalho e amizade com o presidente da Teleceará, General Clóvis Alexandrino. A torre de transmissão foi instalada em um imóvel às margens da BR-116 doado por ele.
O aeroporto de Russas foi outra grande obra que contou com seu trabalho junto ao DNER (Departamento Nacional de Estradas e Rodagem), dirigido pelo engenheiro Amílcar Távora. O aeroporto foi instalado em imóvel doado pelo seu sogro João de Deus.
Foi ainda diretor do Banco do Estado do Ceará (BEC) durante dois períodos. Durante o Governo de Adauto Bezerra, ocupou a Diretoria de Crédito Rural e Industrial, tendo instalado agências do banco em Aracati, Jaguaruana e Russas. No governo de Gonzaga Mota, foi Diretor de Câmbio e Comércio Exterior.
Na sua atividade empresarial, criou a J. Costa Lima, com sede na Avenida Alberto Neponucemo, trabalhando com corretagem de oiticica, castanha e cera de carnaúba. Dessa atividade veio a amizade com o Cel. João de Deus, grande comerciante e produtor de Russas e seu futuro sogro. Entre as suas empresas, destaca-se a Cia Agroindustrial São José (Capessé), de Russas, destaque na produção de castanha de caju no Estado. Outras empresas foram a Socal (material de construção), Tercol Imobiliária e Tercol Construtora, em Fortaleza. Copevale (agropecuária), em Ubajara. Continental Imobiliária em Paraty-RJ. Ricasa (indústria de algodão), em Russas. Colina Comércio de Imoveis (Fortaleza-Teresina). Além disso, em sociedade com seu amigo e compadre, Hélder Moreira, colocou uma central telefônica com 50 ramais proporcionando fácil comunicação às famílias russanas. Em seguida, foi realizada ligação telefônica com a vizinha cidade de Itaiçaba.      
Filho de João Barbosa Lima e Odila Costa Lima, é membro de uma família de políticos, já que seu pai e seu irmão Wilson Costa Lima foram prefeitos de Itaiçaba, sendo seu pai o primeiro prefeito eleito, mas seu grande mentor político foi o sogro, o coronel João de Deus, que foi prefeito de Russas por dois mandatos (1947-51 e 1963-67).
O ex-deputado estadual dá nome a uma escola de Ensino Fundamental em Itaiçaba.
Recebeu o título de Cidadão Russano em reconhecimento ao seu trabalho pelo município. Faleceu em seu apartamento, em 12 de março de 2018, aos 93 anos, e seu corpo foi velado no dia seguinte, na Funerária Ternura, e, posteriormente, na Assembleia Legislativa, quando houve suspensão da sessão pelo seu falecimento. Foi sepultado no Cemitério Parque da Paz em Fortaleza, Ceará.

Em 4 de dezembro de 2024, foi inaugurada a Escola Estadual de Educação Profissional Jeová Costa Lima, no Município de Russas, com previsão de atendimento de 540 alunos em ensino médio e técnico.